# Pliometanastes
Pliometanastes is een geslacht van uitgestorven grondluiaards behorend tot de familie Megalonychidae. Het was een herbivoor met het formaat van een zwarte beer die tijdens het Laat-Mioceen in Noord- en Midden-Amerika leefde.

## Voorkomen
Pliometanastes leefde tijdens het Hemphillian. Pliometanastes is samen met Thinobadistes uit de Mylodontidae de oudst bekende grondluiaard uit Noord-Amerika en het verscheen ongeveer 9 miljoen jaar geleden op het continent. Een migratieroute vanuit Zuid-Amerika, waar de oorsprong van de luiaards ligt, via de Caribische eilanden door middel van 'island hopping' werd voorheen verondersteld, maar latere vondsten wijzen op een migratieroute via zuidelijk Midden-Amerika.

## Fossiele vondsten
Fossielen van Pliometanastes waren aanvankelijk alleen bekend uit zuidelijke Verenigde Staten met vondsten in Californië, Texas en Florida. P. galushai werd aanvankelijk als tweede soort beschreven op basis van een fossiel uit de Chamito-formatie in New Mexico. Later werd geconcludeerd dat het een onvolwassen exemplaar van P. protistus betrof.
In de 21e eeuw zijn ook buiten de Verenigde Staten fossielen van Pliometanastes gevonden. In Mexico zijn van deze grondluiaard resten gevonden in de staten Nuevo León en Zacatecas. Fossielen van een grondluiaard behorend tot de Megalonychidae uit de Curré-formatie in Costa Rica werden aanvankelijk toegeschreven aan Pliometanastes cf. protistus, maar bij herevaluatie bleek het te gaan om de verwant Zacatzontli.